# A. P. Galante
Antonio Polo Galante, mais conhecido por seu nome artístico A. P. Galante (Tanabi, 1934 — 7 de abril de 2024), foi um produtor cinematográfico brasileiro, reconhecido como um dos maiores da história do cinema do país.

## Biografia
Nascido em Tanabi, no interior de São Paulo, Galante teve uma infância e adolescência difíceis, tendo sido criado em entidades assistenciais. Após concluir o Tiro de Guerra, mudou-se em 1954 para São Paulo, onde conseguiu um trabalho como faxineiro dos estúdios Maristela, entrando em contato com a produção cinematográfica e logo assumindo outras funções, como de ajudante geral, contrarregra, eletricista, assistente de câmera, que lhe ofereceram um rico aprendizado para sua futura formação como produtor, ocupação que passou a exercer em 1967. Naquele ano, ele e Alfredo Palácios adquiriram os direitos de um filme inacabado chamado Erótika, que precisou ter cenas acrescentadas para ser exibido comercialmente. O resultado foi a obra Vidas nuas, que se converteu em um grande sucesso de bilheteria nacional.
Logo depois, a parceria com Palácios resultou na criação, no ano seguinte da produtora e distribuidora Servicine, que teve intensa atividade ao longo de oito anos de existência.
Já nos anos 1970, Galante se tornou o mais ativo produtor da Boca do Lixo, trabalhando tanto para diretores consagrados, como Walter Hugo Khouri, quanto incentivando jovens talentos como Rogério Sganzerla e Carlos Reichenbach. Através de sua própria empresa, a Galante Produções Cinematográficas, o produtor intensificou sua carreira produzindo filmes de pornochanchada - em 1977, ele atingiu um recorde de sete produções em um único ano.
Com a crise que se abateu com a pornochanchada no início da década de 1980, Galante passou a produzir em menor escala. A crise no setor cinematográfico brasileiro piorou no decorrer daqueles anos e Galante abandonou suas atividades em 1987. Nos anos 1990, ele ainda produziu seu último filme, Cinderela Baiana, de 1998.
Galante morreu em 7 de abril de 2024, aos 89 anos.